# Ommatius perscientus
Ommatius perscientus är en tvåvingeart som beskrevs av Scarbrough 2003. Ommatius perscientus ingår i släktet Ommatius och familjen rovflugor. Inga underarter finns listade i Catalogue of Life.